# Burschenschaft Allemannia Heidelberg
Die Burschenschaft Allemannia zu Heidelberg ist eine 1856 gegründete pflichtschlagende Studentenverbindung an der Ruprecht-Karls-Universität Heidelberg. Die Mitglieder der Burschenschaft werden Heidelberger Allemannen genannt.

## Geschichte

Die Allemannia als Mitglied der Deutschen Burschenschaft (1915)

Die Burschenschaft Allemannia zu Heidelberg wurde mit Beginn des Wintersemesters 1856/57 im „Café Boley“ an der Alten Brücke gegründet und ist damit die älteste noch bestehende Burschenschaft in Heidelberg. Nach dem Beschluss zur Gründung am 20. Oktober 1856 und der Genehmigung der Satzung durch die Universität am 3. November 1856 wurden die Farben am 7. November 1856 erstmals angelegt. Da die Farben schwarz-rot-gold verboten waren, wählten die Gründer in Anlehnung an die Farben einer früheren Burschenschaft Allemannia schwarz-weiß-rot von unten. Wahlspruch ist „Einer für alle - alle für einen“. Seit 1889 besitzt die Allemannia Grundstück und Haus Karlstraße 10. 1912/13 wurde dort das heutige repräsentative Haus errichtet.
Die Aktivitas der Allemannia löste sich am 2. November 1935 unter dem Druck der Zeit der politischen Verhältnisse auf. Lediglich der Altherrenverband („Philisterium“) bestand als e. V. und Eigentümer des Grundstücks Karlstraße 10 weiter. Als Kameradschaft Karl Heinrich Waldow konnte jedoch ein Aktivenbetrieb im Rahmen des NSDStB weitergeführt werden. Nach dem Zweiten Weltkrieg wurde die Allemannia zu Beginn des Sommersemesters 1949 wiedergegründet. Der Aktivenbetrieb fand bis 1953 außerhalb des eigenen Hauses statt, da dieses von 1945 bis 1953 von der US Army besetzt war („Karlsplatz Hotel“).
Im Geschäftsjahr 1967/68 übernahm Allemannia den Vorsitz der Deutschen Burschenschaft.
Aufgrund der Aufnahme eines Wehrdienstverweigerers im Jahre 1973 stellte die Deutsche Burschenschaft (DB) Strafantrag gegen die Allemannia, was 1976 zum Ausschluss aus der DB führte. Die Allemannia ist Mitglied im 1861 gegründeten Süddeutschen Kartell, dem ältesten noch bestehenden Kartell von Burschenschaften.

## Besonderheiten
Die Allemannia besitzt mit rund 1.200 Porträts eine der größten Ahnengalerien einer Burschenschaft.

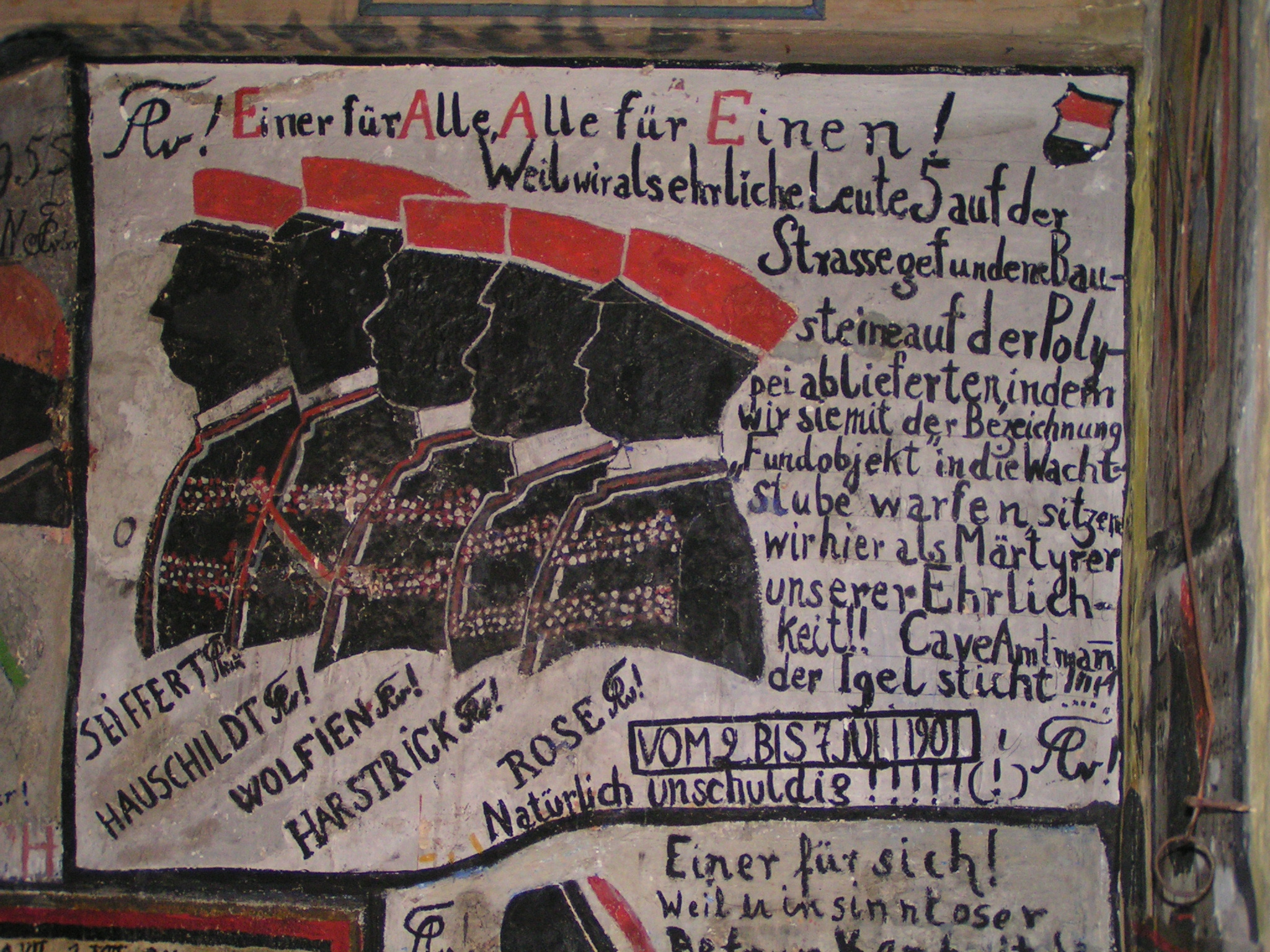
Wandmalerei von Mitgliedern der Burschenschaft Allemannia im Heidelberger Karzer